# Гредіна (комуна)
Гредіна (рум. Grădina) — комуна у повіті Констанца в Румунії. До складу комуни входять такі села (дані про населення за 2002 рік):
- Гредіна (843 особи) — адміністративний центр комуни
- Касіан (28 осіб)
- Кея (356 осіб)

Комуна розташована на відстані 185 км на схід від Бухареста, 45 км на північ від Констанци, 102 км на південь від Галаца.

## Населення
У 2009 року у комуні проживала 1171 особа.